# Cornutostilbe medusa
Cornutostilbe medusa är en svampart som beskrevs av Seifert 1990. Cornutostilbe medusa ingår i släktet Cornutostilbe, divisionen sporsäcksvampar och riket svampar.   Inga underarter finns listade i Catalogue of Life.